# Louise Blachère
Louise Blachère (* 28. Juli 1989 in Saint-Étienne) ist eine französische Schauspielerin.

## Leben
Blachère besuchte noch die Schule, als sie sich auf eine Anzeige im Magazin Studio für eine Rolle im neuen Film von Céline Sciamma bewarb. Blachère setzte sich gegen andere Mitbewerberinnen durch und spielte in Sciammas 2007 erschienenen Jugendfilm Water Lilies an der Seite von Pauline Acquart und Adèle Haenel die Hauptrolle der Anne. Für ihre Darstellung erhielt sie 2008 eine César-Nominierung in der Kategorie Beste Nachwuchsdarstellerin.
Bereits im Alter von 15 Jahren hatte Blachère in Saint-Étienne mit dem Theaterspiel begonnen. Von 2009 bis 2011 besuchte sie die Schauspielschule Au QG sowie von 2011 bis 2013 das Schauspielkonservatorium im 19. Arrondissement in Paris. In dieser Zeit war sie in verschiedenen Kinofilmen und Kurzfilmen zu sehen und spielte Theater. Zudem trat sie in Fernsehfilmen auf. Von 2011 bis 2013 gehörte sie zum Ensemble der Fernsehserie Soda.

## Filmografie
- 2007: Water Lilies (Naissance des pieuvres)
- 2008: La cagnotte (TV)
- 2009: Rideau rouge a Raisko (TV)
- 2009: La grande vie
- 2009: Les nuits de Sister Welsh
- 2010: En famille (TV)
- 2010: L’amour sans le sexe (Kurzfilm)
- 2011–2013: Soda (TV-Serie)
- 2012: 100% cachemire
- 2014: La vie très privée de Monsieur Sim
- 2014: Il venait de Roumanie (Kurzfilm)
- 2014: Tout, tout de suite
- 2019: Girls with Balls